# Высокоуровневый язык программирования
Высокоуровневый язык программирования — язык программирования, разработанный для быстроты и удобства использования программистом. Основная черта высокоуровневых языков — это абстракция, то есть введение смысловых конструкций, кратко описывающих такие структуры данных и операции над ними, описания которых на машинном коде (или другом низкоуровневом языке программирования) очень длинны и сложны для понимания.
Высокоуровневые языки программирования были разработаны для платформенной независимости сути алгоритмов. Зависимость от платформы перекладывается на инструментальные программы — трансляторы, компилирующие текст, написанный на языке высокого уровня, в элементарные машинные команды (инструкции). Поэтому, для каждой платформы разрабатывается платформенно-уникальный транслятор для каждого высокоуровневого языка, например, переводящий текст, написанный на Delphi в элементарные команды микропроцессоров семейства x86.
Так, высокоуровневые языки стремятся не только облегчить решение сложных программных задач, но и упростить портирование программного обеспечения. Использование разнообразных трансляторов и интерпретаторов обеспечивает связь программ, написанных при помощи языков высокого уровня, с различными операционными системами программируемыми устройствами и оборудованием, и, в идеале, не требует модификации исходного кода (текста, написанного на высокоуровневом языке) для любой платформы.
Такого рода оторванность высокоуровневых языков от аппаратной реализации компьютера помимо множества плюсов имеет и минусы. В частности, она не позволяет создавать простые и точные инструкции к используемому оборудованию. Программы, написанные на языках высокого уровня, проще для понимания программистом, но менее эффективны, чем их аналоги, создаваемые при помощи низкоуровневых языков. Одним из следствий этого стало добавление поддержки того или иного языка низкого уровня (язык ассемблера) в ряд современных профессиональных высокоуровневых языков программирования.
Примеры: C (Си), C++, Delphi, Fortran, Java, JavaScript, Лисп, PHP, также Python, Ruby, Perl, которые иногда называют сверхвысокоуровневыми. Языкам высокого уровня свойственно умение работать с комплексными структурами данных. В большинстве из них интегрирована поддержка строковых типов, объектов, операций файлового ввода-вывода и т. п.
Первым языком программирования высокого уровня считается компьютерный язык Plankalkül, разработанный немецким инженером Конрадом Цузе ещё в период 1942—1946 годах. Однако транслятора для него не существовало до 2000 года. Первым в мире транслятором языка высокого уровня является ПП (Программирующая Программа), он же ПП-1, успешно испытанный в 1954 году в СССР. Транслятор ПП-2 (1955 год, 4-й в мире транслятор) уже был оптимизирующим и содержал собственный загрузчик и отладчик, библиотеку стандартных процедур, а транслятор ПП для ЭВМ Стрела-4 уже содержал и компоновщик (linker) из модулей. Однако, широкое применение высокоуровневых языков началось с возникновением Фортрана и созданием компилятора для этого языка (1957).
На 2023 год по версии компании TIOBE Software лидирует язык программирования Python.

## Переносимость программ
Распространено мнение, что программы на языках высокого уровня можно написать один раз и потом использовать на компьютере любого типа. В действительности же это верно только для тех программ, которые мало взаимодействуют с операционной системой, например, выполняют какие-либо вычисления или обработку данных. Большинство же интерактивных (а тем более мультимедийных) программ обращаются к системным вызовам, которые сильно различаются в зависимости от операционной системы. Например, для отображения графики на экране компьютера программы под Microsoft Windows используют функции Windows API, которые отличаются от используемых в системах, поддерживающих стандарт POSIX. Чаще всего для этих целей в них используется программный интерфейс X-сервера.
К настоящему времени создан целый ряд программных библиотек (например, библиотека Qt или wxWidgets), скрывающих несоответствия системных вызовов различных операционных систем от прикладных программ. Однако такие библиотеки, как правило, не позволяют полностью использовать все возможности конкретных операционных систем.

## Новые тенденции
Новой тенденцией является появление языков программирования немного более высокого уровня (ультравысокоуровневых, не путать со сверхвысокоуровневыми), графических языков, так называемых языков четвертого поколения (4GL). Такого рода языки характеризуются наличием дополнительных структур и объектов, ориентированных на прикладное использование. Прикладные объекты, в свою очередь, требуют минимальной настройки в виде параметров и моментально готовы к использованию. Использование ультравысокоуровневых языков программирования снижает временные затраты на разработку программного обеспечения и повышает качество конечного продукта за счёт, опять-таки, уменьшения объёма исходных кодов.